# فرج فوده
فرج فوده (۱۹۴۵ - ۸ ژوئن ۱۹۹۲) متفکر برجسته، نویسنده و فعال حقوق بشر اهل مصر بود.

## کتاب‌ها
- قبل از سقوط
- بحثی پیرامون سکولاریسم
- بازی خورده
- باشیم یا نباشیم
- تروریسم

## مرگ
فوده در هشتم ژوئن ۱۹۹۲ هدف گلوله اعضای جماعت اسلامی مصر قرار گرفت و کشته شد. عاملان این ترور دستگیر، محاکمه و اعدام شدند. وی پیش از انجام این ترور از سوی یکی از مشایخ الازهر، مرتد شناخته شده بود.

## رابطه با شیخ احمد صبحی منصور
فرج فوده، در اثنای زندانی شدن دکتر احمد صبحی منصور از مشایخ سابق جامعه الازهر قاهره، از او حمایت کرد و بر سر تأسیس حزب المستقبل با هم به توافق رسیدند.
شیخ احمد صبحی منصور می‌نویسد:
«در اولین سالگرد فوت مرحوم فرج فوده گفتم که همانا فرج فوده هیچگاه به عنوان یک قربانی، فراموش نخواهد شد بلکه او برای همه متفکران به عنوان الگو و نمادی از یک شخصیت مجاهد است که فقط با قلمش، به مواجهه طغیانگران و متجاوزانی رفت که هیچ حجتی در مقابل او نداشتند الا اینکه با گلوله تفنگ به او پاسخ دهند. در مقالات قبلی که در مصر به چاپ رساندم از رابطه خود با مرحوم فوده گفتم، در سال ۱۹۸۷زمانی که او از من دفاع کرد، من در زندان بودم و ما دربارهٔ تأسیس حزب المستقبل با هم مشارکت کردیم و این قضیه، عامل صدور فتوای قتل او و من شد. ترور ناجوانمردانه فرج فوده، لکه ننگی در تاریخ سلفیه، اخوان المسلمین و تمام گروه‌های تندرویی است که عملکردشان با شعارهای تبلیغیشان، تناسبی ندارد. آنها به محض اینکه نتوانند مخالف بی‌آزار و غیرمسلح خود را قانع کنند، او را به قتل می‌رسانند. خون مرحوم فرج فوده دامنشان را گرفت و آنها را مجبور کرد تا دربارهٔ قتل من سکوت اختیار کنند در حالی که من در دسترسشان بودم. من در منطقه المطریه قاهره زندگی می‌کنم که یکی از پایگاه‌های آنهاست و در اطراف خانه من، چهار مسجد وجود دارد که در هجوم بر من از هم پیشی می‌جویند.
تذکر دادم که مرحوم فرج فوده، در یک سال آخر زندگیش، روزانه با تهدیدات جانی، ربودن پسرش و از خواب پریدنهای شبانه به سبب بیماری همسرش روبرو بود که تا صبح بیدار می‌ماند. مدتی قبل از قتل، آنها پسرش احمد را ربودند و پلیس او را نجات داد. تمام این مصائب او را خوفناک نکرد بلکه ددمنشی و دژخیمی بیشتر شد تا جایی که بابت این صراحت کلامش، نگران شده و او را به تخویف نصیحت کردم. او به من گفت که از اوضاع مصر نگران است و مصر از بد به سمت بدتر گذار می‌کند. می‌گفت که هرآن منتظر قتلش است و از وزارت کشور مصر خواست که محافظانش را مرخص کند. او می‌گفت چه بسا ترورش در رسوایی و نمایاندن زشتی کردار مخالفانش، مؤثر بیفتد و این اوضاع زشت و فاسد را تغییر دهد. او ـ رحمه الله ـ برای قتل خود ثانیه شماری می‌کرد، نه تنها ترسی نداشت بلکه با کمال شجاعت منتظر آن لحظه بود. او فقط با قدرت قلمش آنها را نقد می‌کرد لکن، آنها در کمال فرومایگی و ترس، او را ترور کردند.
خداوند بزرگ مرتبه، فرج فوده را قرین رحمت خود کند. او شخصیتی شجاع، بخشنده، قدرتمند در استدلال و صاحب سبک در نوشتار عربی بود. به شدت، صلح طلب بود و با مردم متواضعانه برخورد می‌کرد. خداوند استعدادی را در وجود او نهاده بود که بعد از چند دقیقه هر شنونده ای را به دوست خود تبدیل می‌کرد. او هیچ مشکلی نمی‌دید که موارد شخصیش را برای هر شنونده ای مطرح کند. چیزی برای پنهان کردن نداشت. آنها او را متهم می‌کردند که از خارج مصر، مساعدت مالی دریافت می‌کند و به قدری دربارهٔ این تهمت تبلیغ می‌کردند که خود من در ابتدا این افترا را باور کردم در حالی که من به گمراهی آنها آگاه بودم و آنها به من نیز چنین اتهاماتی می‌بستند. بعدها وقتی با فرج فوده دوست شده و وارد خانه‌اش شدم، زندگی متوسطش را دیدم لکن بخشش او و آراستگی ظاهرش، باعث شده بود تا دیگران فکر کنند او میلیونر است! اما اصلاً چنین نبود بلکه حتی وضعیت مالیش با مشکل مواجه بود چرا که از بیشتر حقوقش به سبب تبلیغات اخوان المسلمین، کاسته شد و او مجبور بود برای گشایش دفترکار مربوط به فعالیت‌های سیاسیش از پس اندازش خرج کند و به همین مناسبت سیل اتهامات دروغ و افترائات از سوی دروغگویان به سوی او جاری شد.
هر چقدر که فرج فوده، شجاع و دلاور و جوانمرد بود، دشمنانش فرومایه، پست، دروغگو و سفاک بودند. آنها فرج فوده را در اوج دوران زندگیش ترور کردند او در آن موقع، ۴۷سال سن داشت. مصر اکنون بیشتر از هر وقتی به او نیاز دارد. چه بسا اگر تا امروز می‌زیست، مثل ما چیزی جز حسرت نصیبش نمی‌گشت. فالحمد لله جل و علا رب‌العالمین علی کل حال»